# Спасский, Георгий Александрович
Георгий Александрович Спасский (26 сентября 1877, Вильна — 16 января 1934, Париж, Франция) — протопресвитер Русской православной церкви, педагог и организатор религиозного образования и воспитания в детской и юношеской среде, руководитель военного духовенства, духовный писатель, литургист, участник Поместного собора 1917—1918 годов, участник Гражданской войны в России, деятель русского зарубежья, организатор церковно-приходской жизни, настоятель Севастопольского морского собора, основатель Воскресенского прихода в Тунисе, священник собора Александра Невского в Париже, член епархиального совета Архиепископии православных русских церквей в Западной Европе, лектор Парижского религиозно-философского кружка, член комитета по сооружению Сергиевского подворья в Париже, духовный руководитель сестричества, основанного Верой Неклюдовой; духовник Фёдора Шаляпина.

## Биография
Родился в семье священника.
В 1881 года исцелился от тяжкого недуга по молитвам матери пред Сурдетской иконой Богородицы.
В 1898 году окончил Литовскую духовную семинарию, в 1902 году Московскую духовную академию со степенью кандидата богословия.
С 1902 года наблюдатель церковно-приходских школ Слонимского уезда Гродненской губернии.
29 июля 1903 года преосвященным Ювеналием (Половцевым) рукоположён во иерея, священник Свято-Троицкого собора города Слоним.
В 1904—1911 годах законоучитель в учительской семинарии, реальном училище и женской гимназии в городе Поневеже Ковенской губернии.
Награждён набедренником (1903) и скуфьей (1907).
В 1911—1913 годах законоучитель в реальном, техническом железнодорожном и химико-технологическом училищах в Вильне, совершал службы и вёл беседы с заключёнными в местной тюрьме, летом жил в Валаамском монастыре.
В 1913 году Агафангелом (Преображенским) возведён в сан протоиерея.
В 1914 году получил от архиепископа Тихона (Беллавина), который именовал его «виленским златоустом», в подарок наперсный крест с мощами святых мучеников Евстафия, Антония и Иоанна Виленских. Участник съезда законоучителей в Санкт-Петербурге. Перешёл в Ведомство военного духовенства
В 1914—1916 годах настоятель храма Святых Космы и Дамиана и законоучитель в Виленском пехотном юнкерском военном училище. В 1915 году эвакуирован с училищем в Полтаву.
В 1916—1917 годах по приглашению протопресвитера Георгия Шавельского законоучитель в севастопольском Морском кадетском корпусе.
С 15 августа 1917 года по 1918 год главный священник Черноморского флота, настоятель Владимирского и Николаевского соборов в Севастополе, в Морском собрании читал лекции «Христос и антихрист в русской революции», ответственный секретарь II Всероссийского съезда военного и морского духовенства.
В 1917 году член Поместного собора Православной российской церкви по избранию от военного и морского духовенства, участвовал в 1-й сессии, член Религиозно-просветительного совещания при Соборном совете и XV, XVII отделов.
В 1918 году в Крыму спас от расстрела многих священников, был арестован большевиками, о чём писал патриарху Тихону архиепископ Дмитрий Таврический в мае 1918 года.
После освобождения вернулся к служению в Севастополе.
С начала 1919 года — помощник епископа Армии и Флота, которую занимал при главнокомандующем Добровольческой армией генерале Петре Врангеле преосвященный Вениамин (Федченков); по воспоминаниям последнего, одним из заданий для Спасского было подготовка мер против употребления ненормативной лексики в военной среде, буквально захлестнувшей морально истощившееся белое движение.

Приказ был написан сильно и коротко. Последние две строчки приблизительно говорили: И пусть старшие показывают добрый пример младшим в решительном искоренении этого ужасного обычая!..
Незадолго перед отплытием прибежал ко мне мой помощник прот. Г. Спасский, за советом: не остаться ли ему в России? — Как вы думаете и чего хотите? — спрашиваю его. — Я-то желал бы остаться, что бы ни случилось. Но моя матушка истерически протестует. — Послушайтесь матушки и смиренно уезжайте. — После я назначил его заведующим духовенством флота, который ушел во французскую Бизерту

### В эмиграции
В 1920 году в ходе Крымской эвакуации эмигрировал вместе с Черноморской эскадрой в Бизерту, где организовал русскую общеобразовательную и воскресную школы, материально помогал нуждающимся.

Отец Георгий Спасский был до революции священником Черноморского флота. Уже тогда он занимал видное положение, а когда после Крымской эвакуации наш флот ушел в Бизерту, значение его, как духовного водителя эмиграции, в Бизерте ещё больше возросло— Евлогий (Георгиевский). Путь моей жизни. М: Московский рабочий, 1994. с.380.

Он испил общую с нами чашу испытаний изгнаннической жизни. В далеком Тунисе, в Бизерте… он развернул вновь всю силу самоотвержения своего духа, церковно организуя и религиозно поддерживая русских людей, брошенных в тяжкие условия пустыни. Поистине явил он образ доброго пастыря, когда в знойной Африке пешком, неся на себе церковную утварь, ходил из одного лагеря в другой, совершая божественные службы, принося радость духовного утешения веры тем, кто был уже на краю отчаяния— Аметистов Т.А. Биографический очерк // Спасский Г.  Сборник. Париж, 1938. с. 12.

25-летие епископской хиротонии митрополита Евлогия (Париж, собор Александра Невского, 25 января 1928 г.). Духовенство вокруг митрополита Евлогия, слева направо: протоиерей Николай Сахаров, протоиерей Яков Смирнов, протодиакон Николай Тихомиров, диакон Евгений Вдовенко, архимандрит Иоанн (Леончуков), протоиерей Георгий Спасский, священник Александр Недочивин, протоиерей Сергей Булгаков

В 1921 — 1923 годах — служил в корабельном храме на эскадренном броненосце Георгий Победоносец, затем настоятель храма св. Павла Исповедника и законоучитель в Морском кадетском корпусе в Бизерте, Тунис.
В 1922 году инициировал основание Воскресенского прихода в Тунисе.
21 августа 1922 года получил от митрополита Евлогия (Георгиевского) назначение на должность настоятеля русского Свято-Николаевского собора в Праге, но из-за отсутствия визы не смог уехать из Туниса.
В 1923 году переехал во Францию, назначен третьим священником Свято-Александро-Невского собора в Париже, избран членом епархиального совета Архиепископии. Занимался организацией нескольких русских приходов во Франции, в частности: в Монтаржи, где русские работали на крупном заводе по производству резины, в Кан и Коломбель (Нормандия), освящал Никольский храм в Сансе, лектор в парижском Религиозно-философском кружке, духовник Сестричества при соборе, Общежития русских мальчиков в Шавиле, детской летней колонии в г. Брюней, Ф. И. Шаляпина и семьи Б. К. Зайцева, член Русской академической группы и учебно-богословской комиссии Комитета по сооружению Сергиевского подворья, благочинный духовенства Парижского района, протопресвитер.
В 1924 году способствовал переезду протоиерея Николая Венецкого из Бизерты во Францию, а также перевозу имущества корабельной церкви с одного из списанных кораблей эскадры, которое затем использовалось для оборудования храма в городе Крезо, устроенного русскими рабочими при военном заводе, выпускавшем пушки.
В 1924—1925 году — член Комитета по сооружению Сергиевского подворья в Париже. 15 января 1925 года возглавил первую Божественную литургию в храме подворья.
В 1924 году награждён знаком отличия Красного Креста, в 1928 году — митрой.
В 1927 году делегат Епархиального собрания в Париже.
Скончался от разрыва сердца на чтении лекции «О догмате».
Погребен в крипте-усыпальнице при Успенской церкви на русском Кладбище Сент-Женевьев-де-Буа. Автор надгробия — скульптор Альберт Бенуа.
В Севре был устроен Дом отдыха его имени, при котором в 1938 году был освящен храм.

## Проповедь и литургическое творчество
В Тунисе по заказу Спасского была написана специальная икона в честь Богородицы, получившая название «Светлая обитель странников бездомных», которой он составил Акафист, имевший хождение в эмигрантской среде.

Хорошо служил о. Георгий, красиво и чинно. Может быть, его манера читать молитвы, делать возгласы и прочее, где-нибудь в Москве, в XVII веке, вызвала бы осуждение, но наше время сильно отошло от канонов Московской Руси, оно требует и в богослужении новых форм, Что если бы во времена Никона попробовали в Успенском соборе спеть «Верую» Чайковского! Что бы там поднялось!.. Хорошо служил о. Георгий и хорошо говорил проповеди. Едва ли не самое важное в речах церковных ораторов — чувство меры и стройности построения. Если по части последнего существуют критерии, то, что касается первого, — обычный грех — расплывчатость, вода. У о. Георгия не было воды, оттого, может быть, и проповеди его не утомляли, а производили сильное впечатление. Много их сказал за это время о. Георгий, между прочим, целый курс по истории церковных канонов, а также комментарий к службам, Для большинства это было совсем ново, приближало к богослужению и делало службу особенно осмысленной— Кнорринг, Николай Николаевич. Сфаят: Очерки из жизни Морского корпуса в Африке. с. 158.

Одаренный человек, прекрасный оратор, литературно образованный… он являл тип священника нового склада… молитвенный, церковный, глубоко религиозный, он любил служить и служил с подъемом, любил причащаться; не свысока, а истово и смиренно исполнял требы, ревновал о службе Божией, о ее полноте и благолепии. По воскресеньям в 5 часов он служил молебны с акафистом… Собиралось довольно много молящихся… Эти беседы имели, несомненно, просветительное значение. Проповеди его были блестящи по форме, живы, энергичны… Любил он читать и лекции с благотворительной целью— Евлогий (Георгиевский). Путь моей жизни. М: Московский рабочий, 1994.

## Семья
Супруга Юлия Константиновна, урожденная Зенькович (1884—1957). Дети: Татьяна и Георгий.

## Сочинения
- Письмо к Г. Н. Трубецкому // ГАРФ. Ф. 10185.
- Слово в день празднования 300-летия царствования дома Романовых // Вестник Виленского православного Св.-Духовского братства. 1913. № 4.
- Крест Христов и страдания России. М., 1917.
- Из жизни Церкви Черноморской // Церковно-общественная мысль. 1917. № 5.
- Письмо в редакцию // Возрождение. 1927. 17 мая.
- Религия и жизнь. Париж, 1927.
- Слово на неделю Крестопоклонную // Сергиевские листки. 1928. № 5.
- Христианский брак // Там же. 1932. № 11.
- Письма из Африки 1922–1923 гг. Париж, 1938.
- Отец Георгий Спасский. Биография, проповеди и слова. Париж, 1938.
- Акафист Пресвятой Богородице Светлой обители странников бездомных // Военно-исторический архив. 2004. № 1 (49). С. 25–30 (Колупаев В. Русские в Магрибе. М: Пашков дом, 2009).

## Архивные источники
- ГАРФ. Ф. 5982. Оп. 1. Д. 87. Л. 3.
- РГИА. Ф. 796. Оп. 438. Д. 3594. Л. 1–4.
- НИОР РГБ. Ф. 257. К. 8. Д. 17. Л. 1–4.
- Послужной список (1922–1934) // Архив епархиального управления Западноевропейского экзархата Константинопольского патриархата.